# حمد العلي
حمد سامي العلي أو حمد قلم (10 ديسمبر 1986 -)؛ إعلامي ومذيع ومقدم برامج كويتي

## حياته ومشواره المهني
حاصل على بكالوريوس إعلام من جامعة الكويت وتخصص في العلوم السياسية. بدأ حياته بالعمل في بنك الكويت الوطني لمدة عامين بداية من 2005 حتى 2007، لينتقل بعدها للعمل كمدير للعلاقات العامة بشركة سينماجيك، ثم إلى شركة زين للإتصالات بين عام 2008 و2009، ومنها إنتقل للعمل في جريدة وتلفزيون الوطن كرئيس قسم..

## حمد قلم
في عام 2011 بدأ العمل بمدونته الشخصية بعنوان ”مع حمد قلم” واشتهر باسم حمد قلم، والاسم مقتبس من كتاب اللغة العربية (المنهج السابق) لطلاب الأول الابتدائي في دولة الكويت، في عام 2012 أسس شركته الخاصة لخدمات واستشارات التسويق، كما أصبح عضواً فاعلاً ومؤسساً للعديد من النوادي الاجتماعية منها النادي الإعلامي في جامعة الكويت، ومحاضر في ندوة (أهمية العلاقات العامة) في جامعة الخليج للعلوم والتكنولوجيا، وكذلك محاضر في العديد من الندوات عن تجربتهِ مع وسائل الإتصال الاجتماعي في كلية العلوم الإدارية والهندسة في جامعة الكويت، ومحاضر في ملتقى المدونّين في جامعة الخليج. وفي عام 2015 قدم أول برامجهِ التلفازية بعنوان “مع حمد شو” الذي عُرض على تلفزيون الراي

## حياته الشخصية
حمد قلم مازال اعزب، وهو ابن الشاعر الغنائي سامي العلي، ووالدته هي السيدة فاطمه البناي
وله 4 اخوان خالد، علي، مشعل، بدر، و اختين، مراحب، و دلال.

## البرامج التي قدمها
| العام     | البرنامج   | عرض على                            |
| --------- | ---------- | ---------------------------------- |
| 2015-2018 | مع حمد شو  | تلفزيون الراي ملف:Alraitv-logo.png |
| 2021      | مع حمد قصص | أي تي في الكويتية                  |

## الجوائز والتكريم
- تم تكريمه من المفوضية السامية للامم المتحدة لشئؤن اللاجئين بالعالم لمساهماته الإنسانية.
- حصل علي أفضل شخصية في السوشيل ميديا من مهرجان نجوم الفن والاعلام 2018.
- جائزة أكثر الشخصيات تاثيرا في الكويت من جمعية العلاقات العامة الكويتية 2013
- متحدث في منتدى الاعلام العربي 2018 بحضور الشيخ محمد بن راشد.
- جائزة أفضل إعلامي بالسوشيل ميديا - ملتقى الاعلام العربي 2017
- تكريم من الاتحاد الوطني للطلبة في بريطانيا عامي 2013 2017
- تكريم من الاتحاد الوطني للطلبه الكويتين في الولايات المتحده الامريكيه سان دييغو 2014 سان فرانسيسكو 2016
- تكريم من الاتحاد الوطني للطلبة الكويتية في أستراليا 2015

## اختياره كوجه إعلامي
- يعد حمد قلم أول شخص بالوطن العربي يتم اختيارة من قبل وكالة جاغوار للسيارات العالمية كوجه إعلامي لعلامتها التجارية
- في عام 2015 أختارته شركة الطيران التركي شريك إعلامي عامي 2016 2017
- أختاره البنك الأهلي الكويتي كوجه إعلامي 2013